# Смолонский, Руслан
Руслан Смолонский (латыш. Ruslans Smolonskis; род. 15 декабря 1996) — латвийский легкоатлет, специалист по спортивной ходьбе. Выступает за сборную Латвии по лёгкой атлетике с 2013 года, победитель и призёр первенств национального значения, участник чемпионата мира в Дохе.

## Биография
Руслан Смолонский родился 15 декабря 1996 года.
Впервые заявил о себе в лёгкой атлетике на международном уровне в сезоне 2013 года, когда вошёл в состав латвийской национальной сборной и выступил на Кубке Европы по спортивной ходьбе в Дудинце, где на дистанции 10 км занял среди юниоров итоговое 47-е место.
В 2017 году в ходьбе на 20 км показал 43-й результат на Кубке Европы в Подебрадах и 16-й результат на молодёжном европейском первенстве в Быдгоще.
В 2019 году в дисциплине 50 км стал 18-м на Кубке Европы в Алитусе, тогда как на чемпионате мира в Дохе был дисквалифицирован.
На чемпионате Латвии 2020 года в Елгаве выиграл серебряную медаль в ходьбе на 10 000 метров.
В 2021 году на командном чемпионате Европы в Подебрадах установил свой личный рекорд в ходьбе на 50 км — 3:50:31.